# Johanna Rubinroth
Johanna Rubinroth (* 1975 in Danzig) ist eine deutsche Autorin.

## Leben und Wirken
Rubinroth stammt aus einer polnisch-jüdischen Familie, wuchs in Danzig auf und lebt seit 1983 in Deutschland. Sie ist die Tochter einer Psychoanalytikerin und eines Ingenieurs. Die polnische Schriftstellerin Joanna Rudniańska ist ihre Tante, der Philosoph Jarosław Rudniański war ihr Großvater. Rubinroth absolvierte den Diplomstudiengang für Drehbuch an der Deutschen Film- und Fernsehakademie in Berlin. Sie ist freischaffende Kulturjournalistin und Autorin für Film-, Fernseh- und Rundfunkproduktionen. Johanna Rubinroth lebt in Berlin.

## Hörfunk
- Gefährliche Freundschaften – Im Hungern nicht allein, Feature, mit Carla Siepmann, SWR 2024[2]
- Mein eigensinniges Gehirn – Diagnose ADHS bei Erwachsenen, Deep Doku, mit Tanja Krüger, rbb 2023[3]
- Blind Date in Delhi – die unglaubliche Mrs. Monga, Feature, mit Tanja Krüger, SWR 2023[4]
- Das Patent – Serie über das Erfinden, Feature, mit Melina von Gagern, SWR 2021[5]
- Queer, katholisch, mexikanisch – über das dritte Geschlecht in Mexiko, mit Tanja Krüger RBB/DLF 2021[6]

## Kino / TV
- Entdecke die Mandy in dir, Fernsehfilm (Sat.1) 2017, Drehbuch mit Eva Strasser, Regie: Jan Markus Linhof[7]